# Batcheloromyces sedgefieldii
Batcheloromyces sedgefieldii är en svampart som beskrevs av Crous 2008. Batcheloromyces sedgefieldii ingår i släktet Batcheloromyces och familjen Teratosphaeriaceae.   Inga underarter finns listade i Catalogue of Life.